# Шовковичне (озеро)
Шовковичне — озеро в межах Слов'янська. Басейн річки Сіверський Донець.
Площа водного об'єкта становить 2,65 га. Ємність при нормальному підпорному рівні (НПР) — 33, 81 м³.
Згідно з кадастровою документацією належить до земель водного фонду комунальної власності Слов'янської міської ради.
Поруч з озером розташований Шовковичний парк.
Щорічно відбувається зариблення водойми.

## Флора і фауна
У озері живуть амур білий, короп звичайний, товстолобик білий. Також були помічені черепахи та видри.